# Goldschmiedgasse
Die Goldschmiedgasse befindet sich im 1. Wiener Gemeindebezirk, der Inneren Stadt. Sie wurde 1862 nach dem im Mittelalter hier ansässigen Gewerbe der Goldschmiede benannt.

## Geschichte

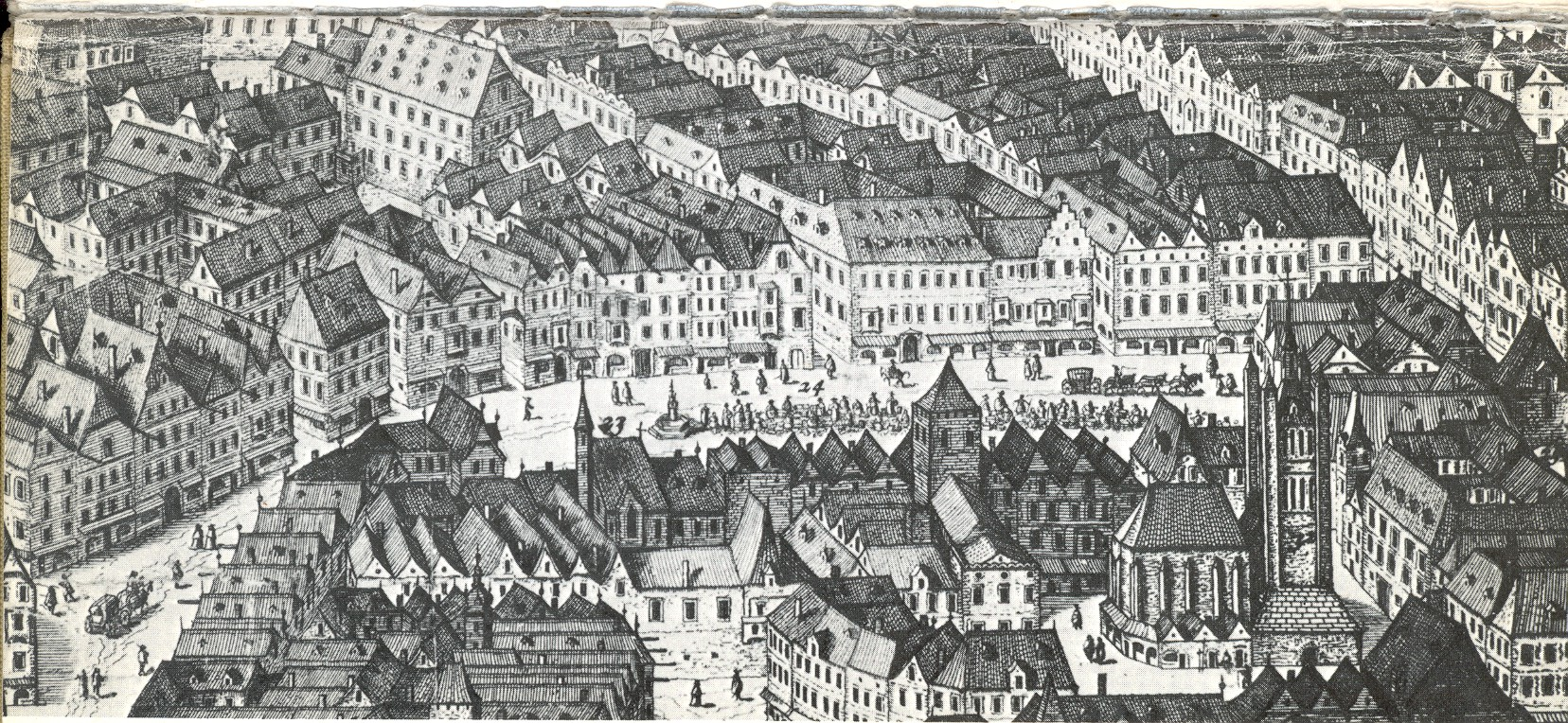
Ausschnitt aus der Ansicht Wiens von Jakob Hoefnagel (1609). Goldschmiedgasse parallel vor dem Graben.

Die Goldschmiedgasse ist ein schon zur Zeit der Babenberger bekannter Verkehrsweg im historischen Zentrum Wiens. Zum Stephansplatz hin befand sich damals ein Stadttor. An der Gasse, die vom Stephansfreithof zum Petersfreithof führte, waren seit etwa 1300 die Werkstätten der Goldschmiede angesiedelt; vorher hieß die Gasse Unter den Brotläden. Um 1300 und 1334 sind die ersten Erwähnungen der Gasse als Unter den Goldschmieden belegt. Schon 1385 und dann wieder 1520 hieß sie bereits Goldschmiedgasse. Dann aber (1563 und 1664) sprach man vom Flaschnergassel, nach den Erzeugnern von Flaschen. Kurze Zeit (1776) wurde sie zum heute nicht mehr existierenden Schlossergässel gerechnet, seit 1786 aber hieß das Teilstück zwischen Stephansplatz und Freisingergasse wieder Goldschmiedgasse, während der Abschnitt zwischen Freisingergasse und Petersplatz Eisgrübl genannt wurde. 1862 wurde sie schließlich in ihrer heutigen Länge amtlich als Goldschmiedgasse benannt.

## Lage und Charakteristik
Die Goldschmiedgasse verläuft vom Stephansplatz in nordwestlicher Richtung bis zum Petersplatz. Sie ist zwischen Stephansplatz und Freisingergasse Teil der großen, Stephansplatz und Graben umfassenden Fußgängerzone. Der Abschnitt zwischen Freisingergasse und Petersplatz wird als Einbahnstraße geführt. Öffentliche Verkehrsmittel fahren nicht über die Goldschmiedgasse, jedoch besitzt die U-Bahn-Linie U1 eine Station am Stephansplatz (mit Aufzug zur Goldschmiedgasse) und die Autobuslinien 1a und 2a eine Haltestelle am Petersplatz. Das Fußgängeraufkommen ist aufgrund der zentralen Lage und der Fußgängerzone groß, viele Touristen halten sich hier auf. Entlang des gesamten Straßenverlaufs liegen Restaurants und Verkaufsgeschäfte. Außer Anwaltskanzleien und Firmenbüros sind hier auch die Botschaften von Argentinien, Panama und Ecuador beheimatet.

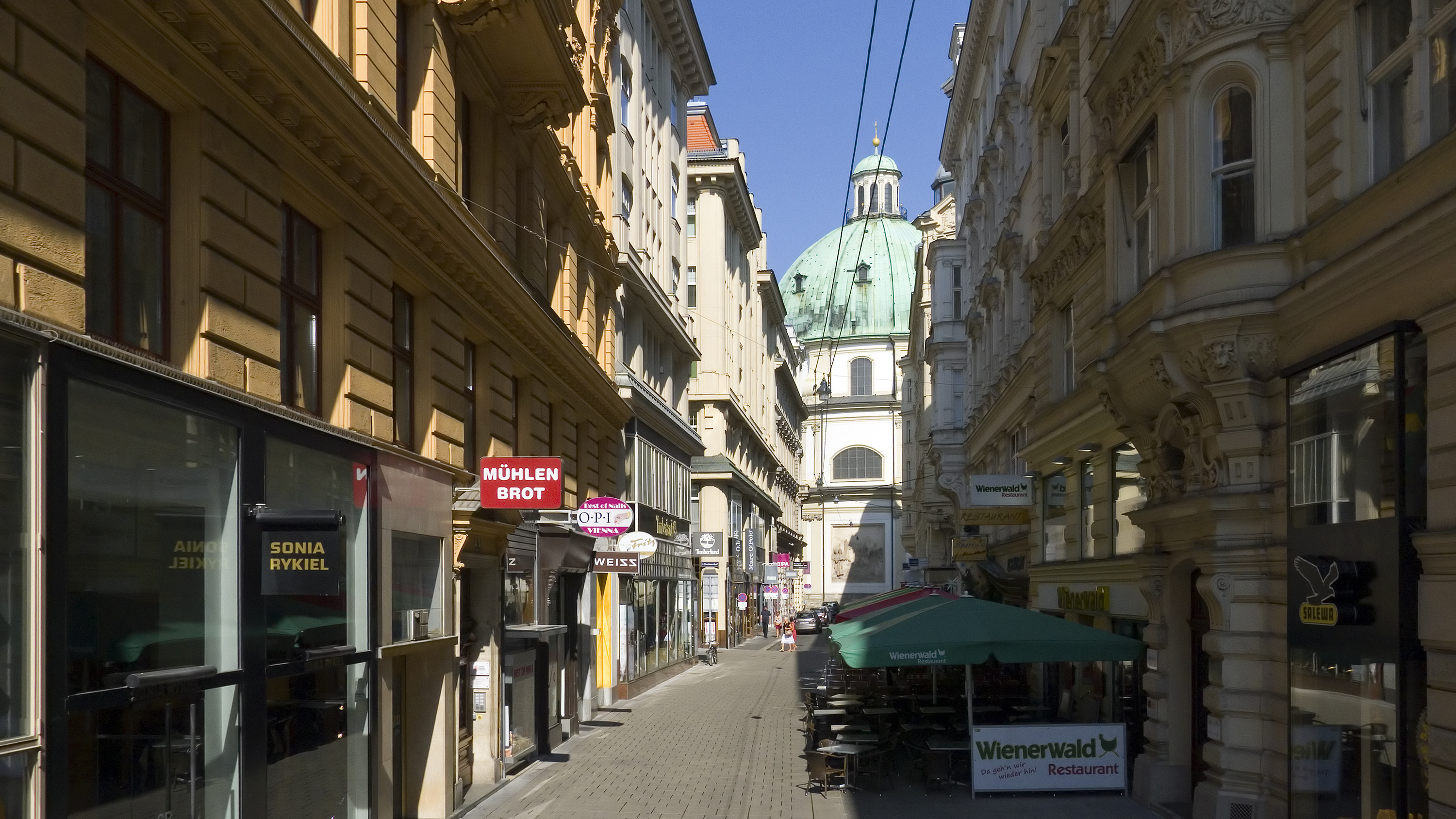
Goldschmiedgasse in Richtung Petersplatz

Die architektonische Gestaltung der Goldschmiedgasse ist überwiegend einheitlich erhalten. Der Großteil der Gebäude stammt aus der späthistoristischen Periode und steht unter Denkmalschutz. Am Trattnerhof befinden sich außerdem Häuser vom Anfang des 20. Jahrhunderts und beim Stephansplatz das postmoderne Haas-Haus aus dem Jahr 1990.

## Bauwerke

### Nr. 1: Haas-Haus
→ siehe auch Hauptartikel Haas-Haus
An der Ecke Stock-im-Eisen-Platz und Goldschmiedgasse befand sich ein Gebäude, das Zum roten Hahn und um 1700 Zur goldenen Rose genannt wurde. Im Mittelalter (1387) war hier eine Apotheke von Mathes dem Guten, dem Hofapotheker Herzog Albrechts. Das Haus gehörte später dem Wiener Bürgermeister Georg Prantstetter. 1797 ließ Johann Nepomuk Wildauer das Gebäude von Grund auf neu errichten, wodurch die Goldschmiedgasse etwas erweitert wurde. Seit 1865 gehörte es der Stadt Wien.

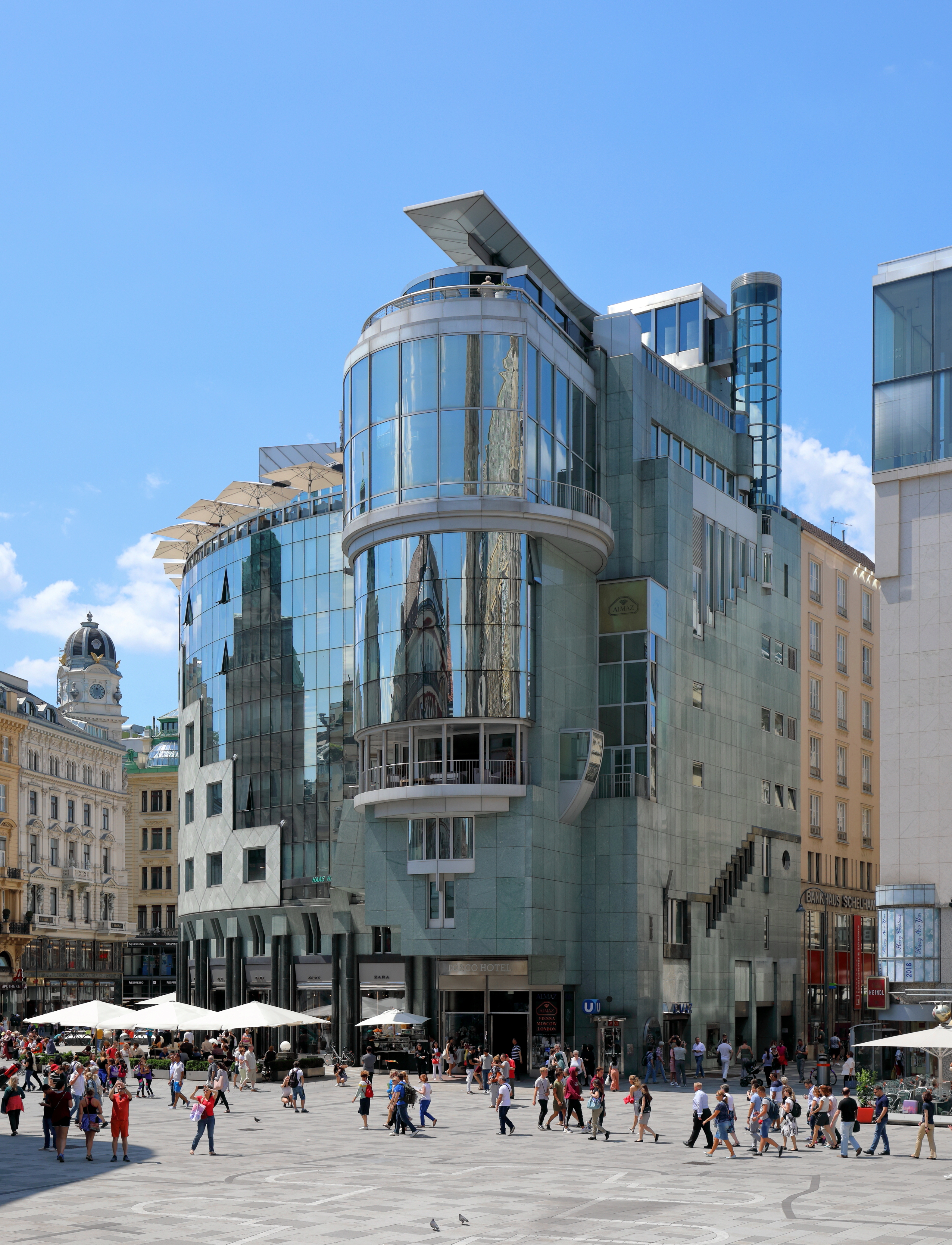
Haas-Haus und rechts davon Beginn der Goldschmiedgasse

Nach der gründerzeitlichen Neuregulierung des Gebietes entstand gleichzeitig mit dem benachbarten, zwischen Graben und Stock-im-Eisen-Platz gelegenen, 1866–1867 von August Sicard von Sicardsburg und Eduard van der Nüll errichteten Teppichhaus Philipp Haas & Söhne, dem ersten großen Warenhaus Wiens, ein Neubau. Dieser gehörte ab 1934 der Wiener Städtischen Versicherung und wurde, wie das Nachbargebäude, am 11. April 1945 durch Bomben zerstört und nicht wieder aufgebaut. Die Ruinen wurden dem Teppichhaus verkauft und statt der beiden historistischen Gebäude entstand 1951–1953 ein Neubau durch die Architekten Carl Appel und Max Fellerer, dessen Aussehen sehr stark kritisiert wurde. Er wurde 1985 abgerissen.
Hans Hollein errichtete 1987–1990 das heutige Büro- und Geschäftshaus, das durch seine auffallende, moderne Gestaltung einen erheblichen Gegensatz bzw. Kontrapunkt zum historischen Umfeld des Stephansplatzes bildet. Die Fassade ist zum Stock-im-Eisen-Platz hin abgerundet, an der Ecke zur Goldschmiedgasse befindet sich ein dominanter, turmartiger, verspiegelter Erkerbau, von dem aus sich ein grandioser Rundblick auf den Stephansplatz bietet. Die Fassadenverkleidung ist abwechslungsreich durch Marmor, Stahl, Glas und Spiegelflächen gestaltet. Durch neue Eigentümer wurde 2001 das Innere stark verändert.
Das Gebäude liegt an der Hauptadresse Stock-im-Eisen-Platz 4.

### Nr. 2: Büro- und Geschäftshaus
An dieser Stelle befand sich das älteste Apothekenhaus Wiens (Meister Albrecht 1320–1350). Auch später, als dieses Gebäude mit dem Nebengebäude vereinigt worden war, bestanden hier Apotheken (um 1700 Zum goldenen Löwen). Im Besitz von Josef Arthaber und dann seines Enkels Rudolf von Arthaber wurde eine Kurrentwarenhandlung mit dem Namen Zum weißen Stern im Haus geführt. Man erzählte sich Spukgeschichten über das Gebäude, unter dem es endlose und mysteriöse Gänge geben sollte. 1893 errichteten Hermann Helmer und Ferdinand Fellner der Jüngere einen Neubau, in dem sich das Warenhaus Rothberger befand. Die Ecke zur Goldschmiedgasse war dabei besonders ausgeschmückt. 1945 fiel es dem Krieg zum Opfer.
Das heute bestehende Gebäude wurde 1954–1956 von Kurt Jirasko und Otto Loider errichtet, wobei tragende Mauern des Vorgängerbaus verwendet und mit Stahlbeton ummantelt wurden. An der Ecke Stephansplatz und Goldschmiedgasse schuf Hans Hollein 2003–2004 einen Dachausbau in Gestalt eines Glaskubus. Im Haus befindet sich die argentinische Botschaft.
Das Gebäude liegt an der Hauptadresse Stephansplatz 11.

### Nr. 3: Bankhaus Schelhammer & Schattera
Das 1949 errichtete Bürohaus ist Sitz des Bankhauses Schellhammer & Schattera. Eine Geschäftspassage führt zum Graben und zum Café de l'Europe. In der in der Mitte erweiterten Passage finden sich noch originale Geschäftsportale aus den 1950er und 1960er Jahren.
Das Gebäude liegt an der Hauptadresse Graben 31.

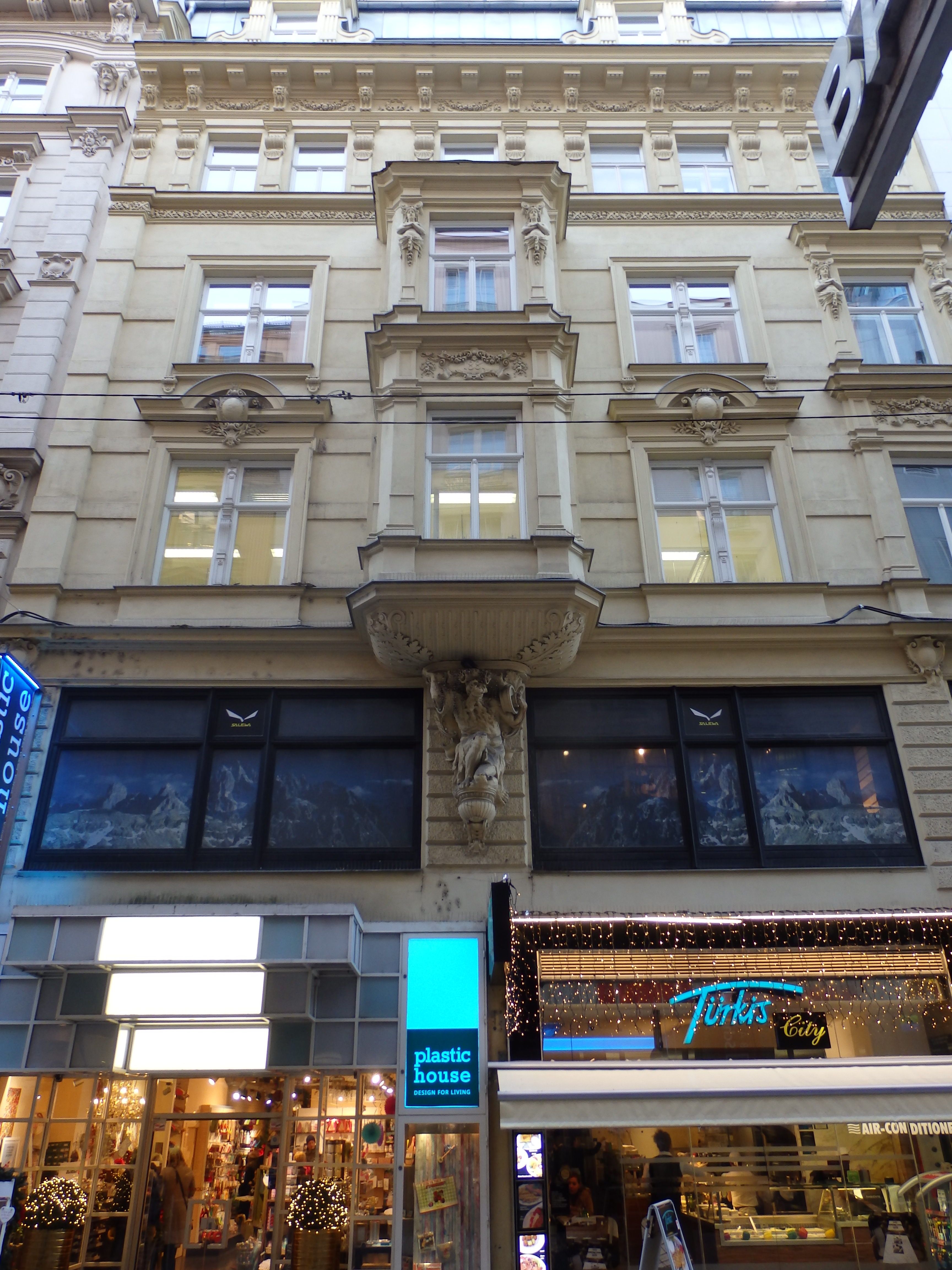
Goldschmiedgasse 4 (1881)

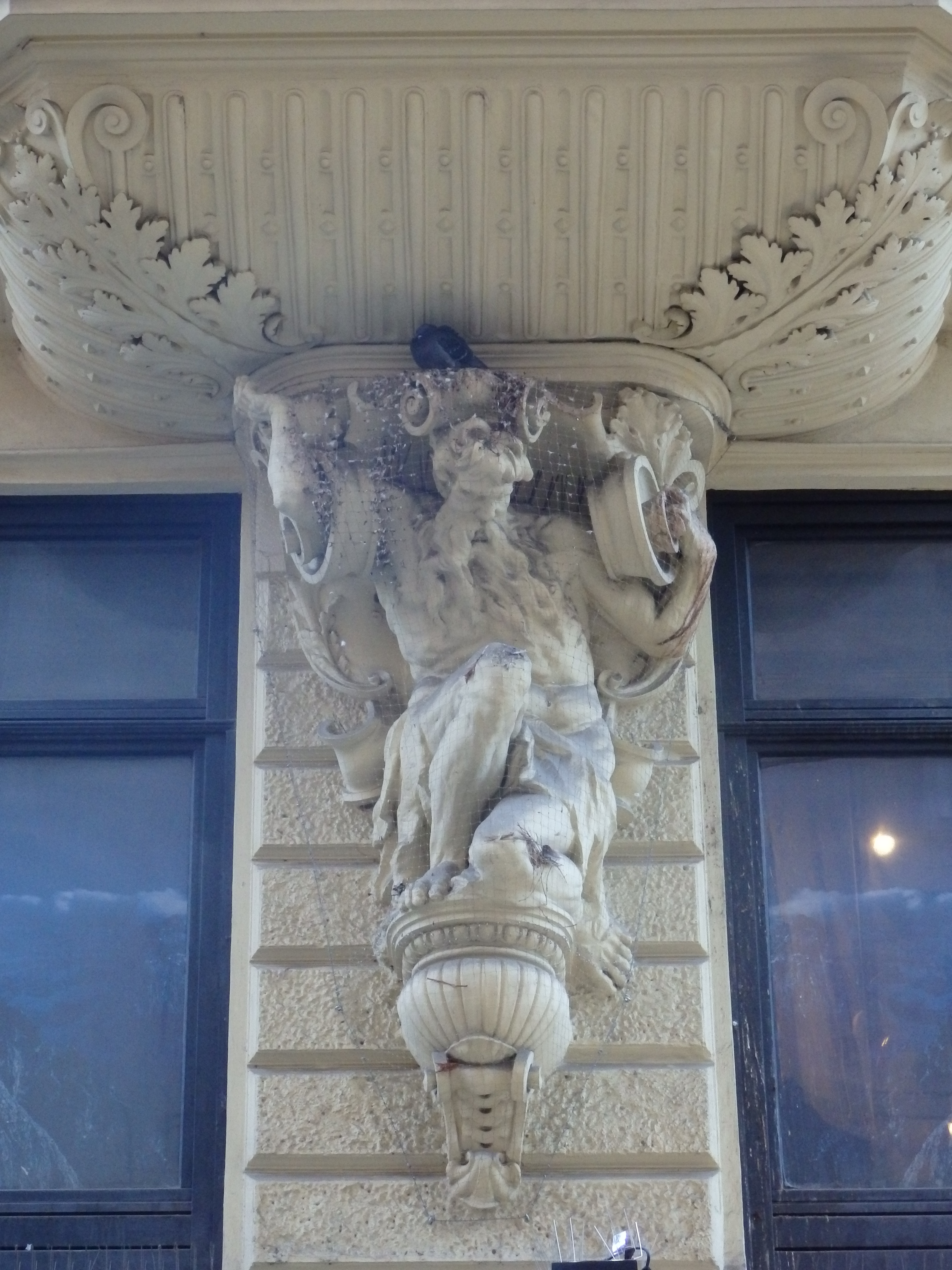
Detail vom Haus Goldschmiedgasse 4

### Nr. 4: Wohn- und Geschäftshaus
An dieser Stelle ist erstmals 1351 ein Haus belegt. Ab dem 16. Jahrhundert befand sich hier ein Gasthaus namens Sperl-Wirt. Die Stadtbaugesellschaft erwarb das Haus 1873 und ließ es 1879–1881 von Hermann Helmer und Ferdinand Fellner dem Jüngeren neu errichten.
Die Fassade des späthistoristischen Wohn- und Geschäftshauses ist asymmetrisch. Die zweigeschoßige, rustizierte Sockelzone ist im Erdgeschoß völlig verändert. Darüber erhebt sich das gebänderte Obergeschoß mit einem zweigeschoßigen Erker und variierenden Fensterumrahmungen. An der linken Seite befindet sich eine Ecklisene. Das Attikageschoß ist volutenpilastergegliedert und trägt ein bemerkenswertes Konsolgesims mit Maskarons und Fruchtgirlanden. Die Geländer des gewendelten Stiegenhauses im Inneren sind noch original erhalten.
Das Gebäude steht unter Denkmalschutz.

### Nr. 5: Wohn- und Geschäftshaus
Das ehemals hier befindliche Gebäude hatte die Hausnamen Zum goldenen Ritter und Zum Ritter Georg. Es wurde 1873 von der Wiener Baugesellschaft erworben und 1880 abgebrochen. An seiner Stelle errichtete Carl Schumann 1881 das noch heute bestehende späthistoristische Wohn- und Geschäftshaus.
Die rustizierte Sockelzone ist im Erdgeschoß verändert. Das Portal hat eine Dreiecksgiebelverdachung auf Volutenkonsolen, die reich geschnitzte Holztür mit Schmiedeeisengittern stammt noch aus der Bauzeit. Über einem pilastergegliederten Mezzaningeschoß mit Parapetbalustraden erhebt sich das Hauptgeschoß mit korinthischen Riesenpilastern und einem zentralen Balkon auf Volutenkonsolen. Die Fenster zeigen ionische Ädikulen, Hermenpilasterrahmungen und Parapetbalustraden. Zwischen den Geschoßen befindet sich reicher, teilweise auch figürlicher Stuckdekor.

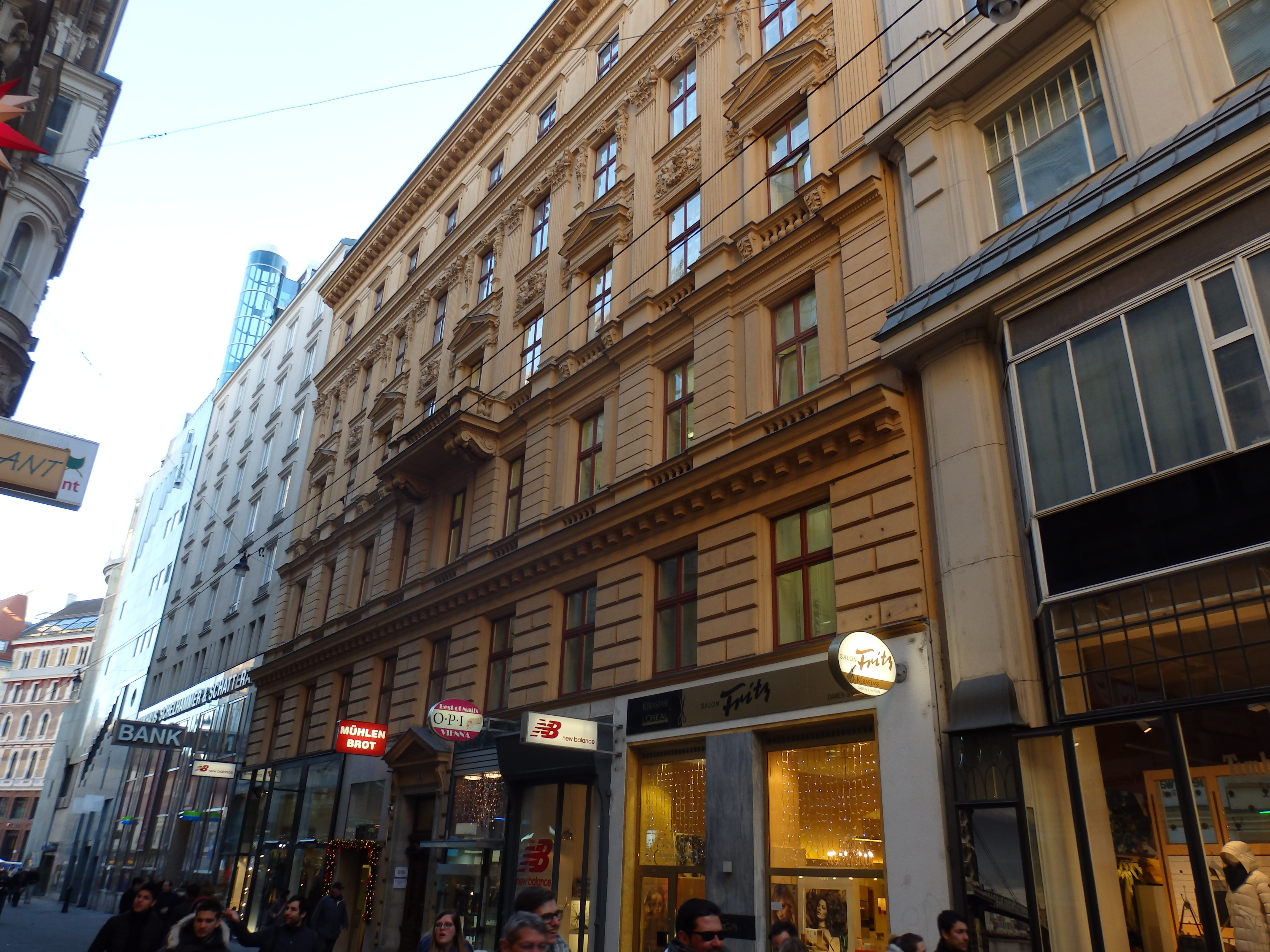
Goldschmiedgasse 5 (1881)

Im Inneren ist das Foyer bemerkenswert, das durch aufwändige Hermenpilaster und Stuckfelder gekennzeichnet ist. Hier befindet sich auch eine originale Windfangtür mit Ätzglasdekor. Im gewendelten Stiegenhaus sind originale Gusseisengeländer zu sehen, die Gangfenster haben teilweise bemalte Ornamentscheiben.

### Nr. 6: Zum goldenen Rebhuhn

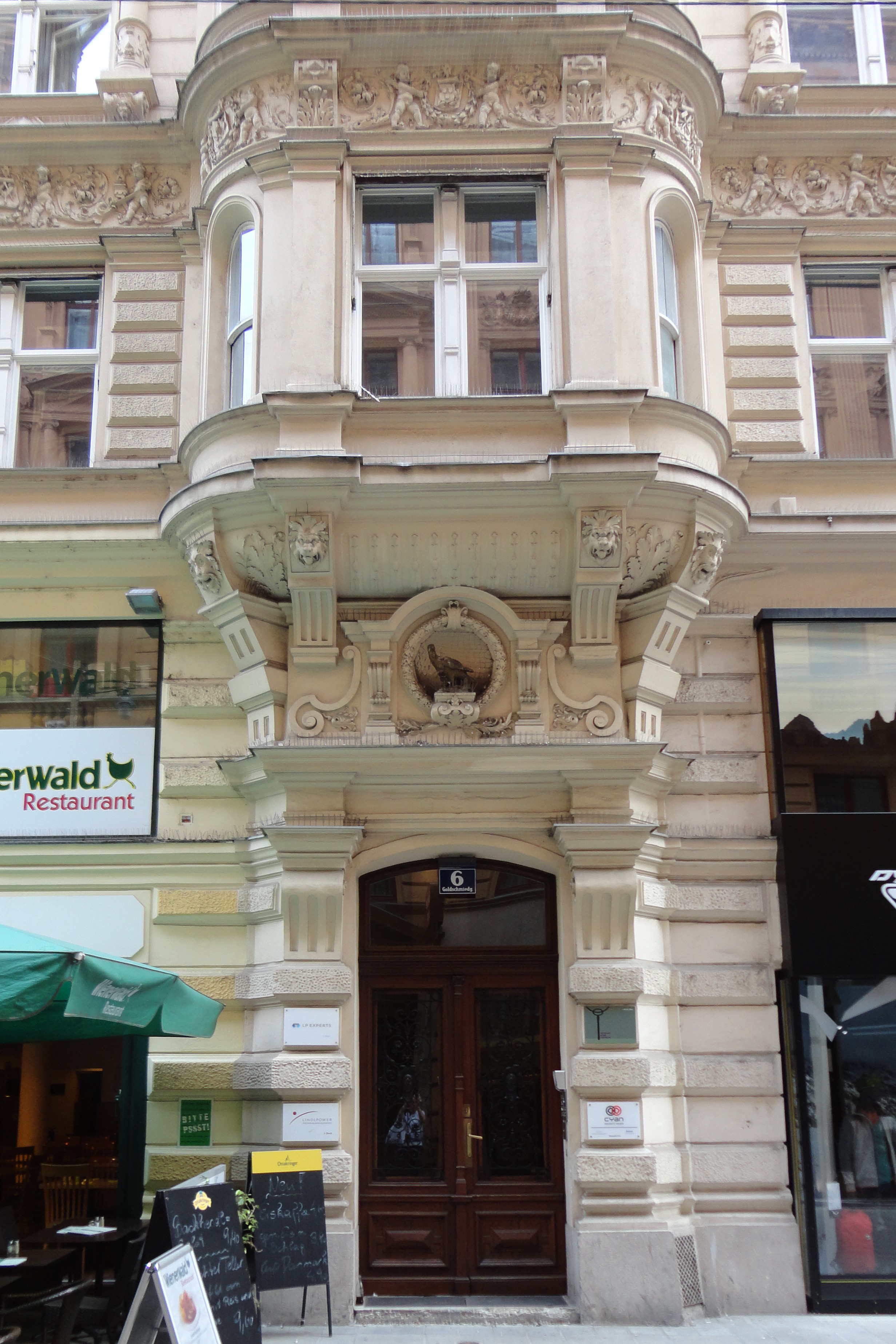
Portal und Erker vom Haus Goldschmiedgasse 6 (1881)

Das Haus wurde 1374 erstmals erwähnt. 1556 wurde es von einem Seiler namens Wolfgang Rephuen erworben, aus dessen Familiennamen der Hausname Zum goldenen Rebhuhn entstand. 1780 wird über dem Eingang ein vergoldetes, steinernes Rebhuhn bezeugt. Hier befand sich das Rebhendlgasthaus, in dem Joseph Lanner mit seinem Orchester die neuesten Walzer spielte. Auch Franz Schubert verkehrte hier. Nachfolger dieses Lokals wurde das Café Rebhuhn im Nachbargebäude Goldschmiedgasse 8. 1880 errichteten Hermann Helmer und Ferdinand Fellner der Jüngere ein neues, späthistoristisches Wohn- und Geschäftshaus.
Über einem zweigeschoßigen gebänderten Sockel erhebt sich ein rustiziertes Mezzaningeschoß und das durch ein bemerkenswertes Erotenfries getrennte Hauptgeschoß. Dieses ist genutet und trägt über dem kräftig gegliederten Portal einen zweigeschoßigen Mittelerker mit abgerundeten Ecken und übergiebeltem Aufsatz. Zwischen Portal und Erker befindet sich in der Supraporte eine gerahmte Rebhuhnplastik. Am Korb des Erkers sind Löwenmasken zu sehen. Die Fenster liegen in ionischen Ädikulen. Das Attikageschoß zeigt bemerkenswerte Volutenhermen und ein Konsolkranzgesims.
Die original verglaste Holztür mit Schmiedeeisengittern führt ins Stiegenhaus mit aufwändigem Schmiedeeisengitter. Bodenfliesen und Geländer im gewendelten Stiegenhaus stammen aus der Bauzeit.
Das Gebäude steht unter Denkmalschutz.

### Nr. 7, 7a: Neuer Trattnerhof
Die zu beiden Seiten der Trattnerhof genannten Gasse befindlichen Zwillingsbauten Ecke Goldschmiedgasse und Graben wurden 1911–1912 von Rudolf Krausz als Wohn- und Geschäftshäuser errichtet. Ursprünglich befand sich hier am Graben der dem Bistum Freising gehörende Dompropsthof, der 1776 durch den Trattnerhof abgelöst wurde, einem vom Buchdrucker Thomas von Trattner errichteten imposanten Bau, in dem viele berühmte Personen verkehrten. Erst der Neubau von Krauß schuf daraus zwei getrennte Gebäude und die Gasse. Im Gebäude Trattnerhof 2 befindet sich ein in Betrieb befindlicher Paternosteraufzug.
Die Gebäude liegen an der Hauptadresse Trattnerhof 1 und 2.

### Nr. 8: Wohn- und Geschäftshaus
1374 wird erstmals an dieser Stelle ein Haus erwähnt. Der heutige Bau wurde 1880–1881 von Karl Quidenus im späthistoristischen Stil errichtet. Hier befand sich nach seiner Übersiedlung aus dem Haus Goldschmiedgasse 6 das Café Rebhuhn, in dem Joseph Roth Stammgast war.
Die asymmetrische Fassade ist im Obergeschoß abwechselnd durch Rechteckfenster und ionische Ädikulafenster auf Volutenkonsolen gekennzeichnet, wobei die gesprengten Giebel bemerkenswerte Porträtbüsten zeigen. An der linken Seite dominiert ein zweigeschoßiger pilastergegliederter Erker auf mächtigen Volutenkonsolen. Eine Kartusche trägt die Jahreszahl 1881. Das Portal darunter ist pilastergerahmt und gerade verdacht. Im Inneren führen seitliche Türen mit plastischen Supraporten zum pilastergegliederten Vestibül. In den Halbrundnischen des Stiegenhauses fehlen die Skulpturen.
Das Gebäude steht unter Denkmalschutz.

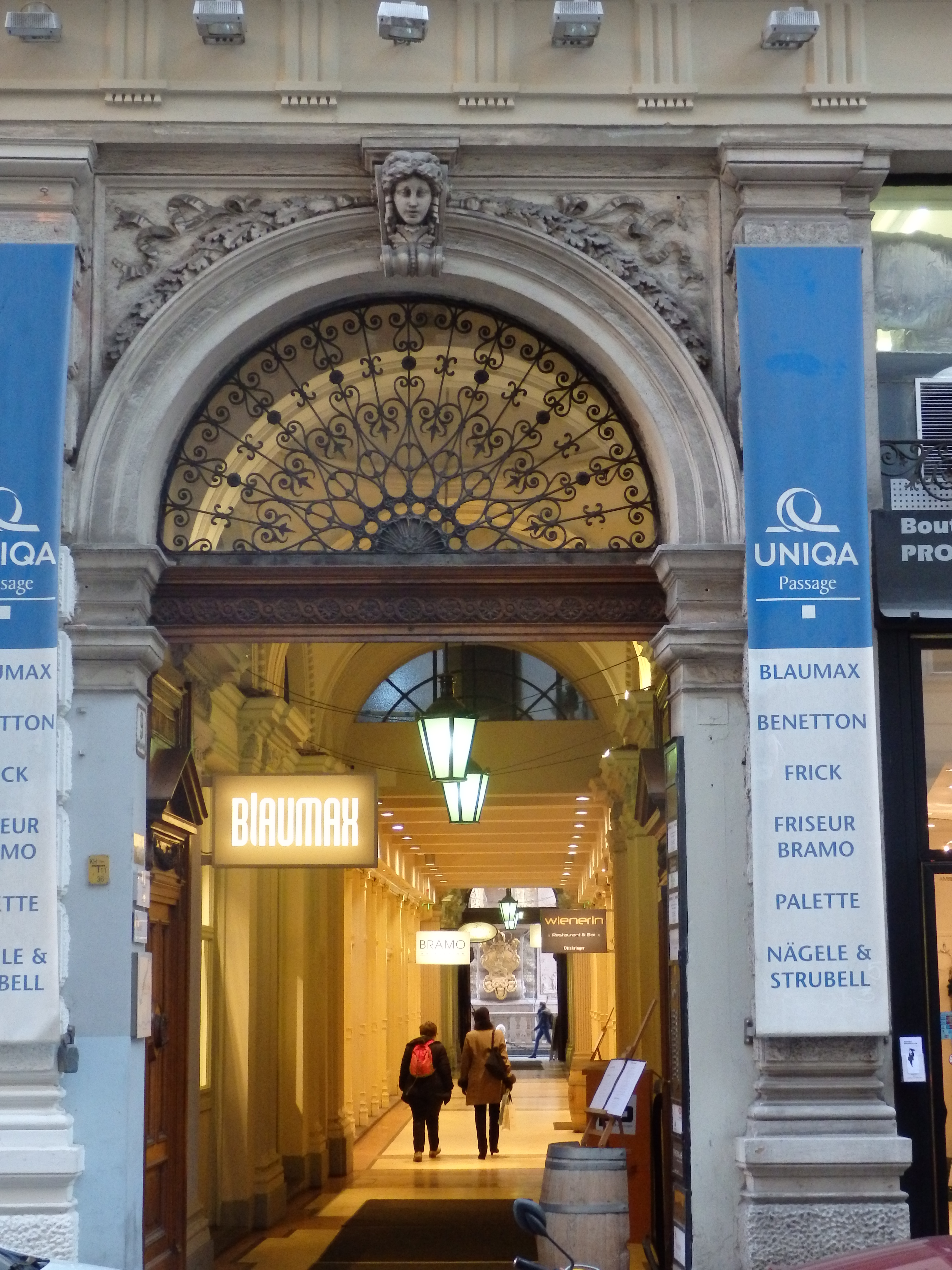
Passage des Hauses Goldschmiedgasse 9

### Nr. 9: Wohn- und Geschäftshaus
Das an drei Seiten freistehende Wohn- und Geschäftshaus zwischen Graben, Petersplatz und Goldschmiedgasse wurde 1874 von Oswald Meixner im historistischen Stil in Formen der Neorenaissance erbaut. Bemerkenswert ist die Passage mit Doppelpilastergliederung und Tambourkuppeln zwischen Gurtbögen mit aufwändigen Lünettengittern. Im überdachten Innenhof befinden sich noch Schaufenster aus der Bauzeit. Im Keller des Hauses befand sich das Jazzlokal Fatty's Saloon, heute das Garage X Theater Petersplatz.
Das Gebäude liegt an der Hauptadresse Graben 26–27 und steht unter Denkmalschutz.

### Nr. 10: Zum Eisgrübl

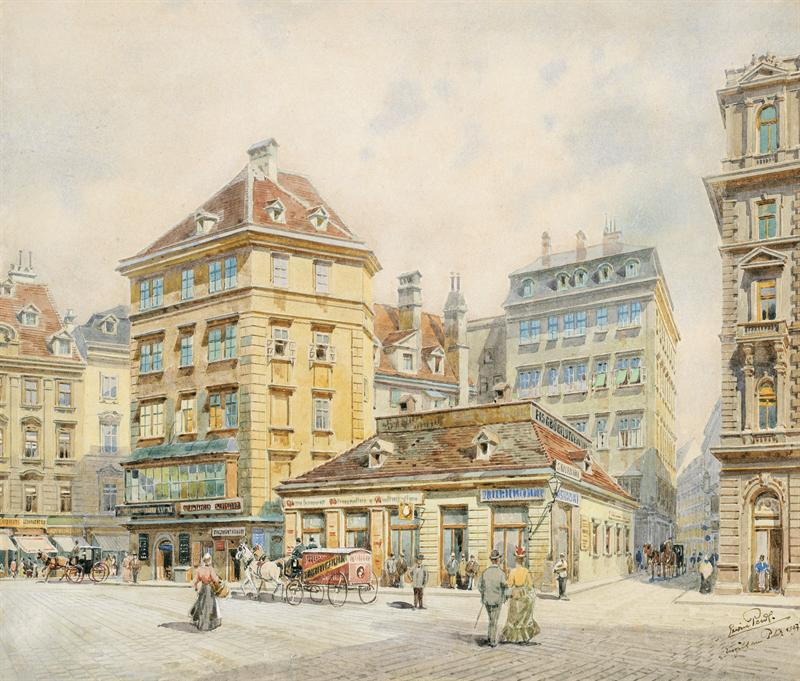
Das Eisgrübl am Petersplatz vor dem Neubau

Das Gebäude bildet einen ganzen Häuserblock zwischen Petersplatz, Freisingergasse und Goldschmiedgasse. Einst befanden sich hier mehrere Gebäude, die den Verkaufsplatz der Eisverkäufer, die in den Kellern der Umgebung das Eis konservierten, umgaben. Daher leitet sich der Name Eisgrübl her, der 1430 erstmals erwähnt wird. Aber auch andere Professionen hatten hier ihren Platz; so ist 1701 der Töpfermarkt am Eisgrübl belegt. Nach der Einführung der ersten öffentlichen Straßenbeleuchtung hatte seit 1693 auch der Stadtölerer hier seinen Sitz, der Lampen täglich mit frischem Talg füllen musste. Während der großen Pest 1679 stapelte man die Leichen am Eisgrübl, ehe sie zu den Pestgruben gebracht wurden. Die Seite zum Petersplatz war ursprünglich nicht verbaut. Erst im 18. Jahrhundert entstand hier das ebenerdige Gebäude der Rumorwache, in dem 150 Mann ihren Dienst versahen. Zuletzt befanden sich auf dem Gelände fünf verschiedene Gebäude, u. a. die Häuser Zum silbernen Vogel, Wo sich der Hahn im Spiegel schaut (in dem sich der Rauchfangkeller befand und das seit 1845 dem Maler Johann Ender gehörte), Zum Küss den Pfennig und Zum Eisgrübl, die alle 1895 abgebrochen wurden. Das Gelände wurde neu reguliert, die Goldschmiedgasse gerade bis zum Petersplatz weitergeführt und der Platz verschwand durch den Neubau eines großen Zinshauses, das Emil Bressler 1896–1897 auf unregelmäßigem Grundriss erbaute. Das späthistoristische Gebäude zeigt Formen des Neobarock und des frühen Jugendstils.
Dominierend sind die mächtigen viergeschoßigen Eckerker, deren Zwiebelturmaufsätze allerdings 1952 abgetragen wurden – wie überhaupt der Fassadendekor teilweise stark reduziert wurde. Über der zweigeschoßigen genuteten Sockelzone mit zum Teil noch bestehenden Geschäftslokalen aus der Bauzeit, erhebt sich ein ebenfalls genutetes Mezzaningeschoß. Das Obergeschoß besitzt breite Mittelrisalite mit genuteten Eckpilastern; die Fensterformen variieren geschoßweise. Das Attikageschoß ist reich dekoriert. Die Eckerker weisen Hausnamen und Maskendekor am Korb auf.
Hinter dem Rechteckportal mit seinem bemerkenswerten Gittertor befindet sich das stuckierte Foyer mit einer Gedenktafel zur Geschichte des Hauses aus dem Jahr 1936. Im gewendelten Stiegenhaus sind schöne Geländer und Liftgitter, ein originaler Aufzug und Lampen zu sehen.
Im Gebäude befinden sich die Botschaften von Panama und Ecuador.

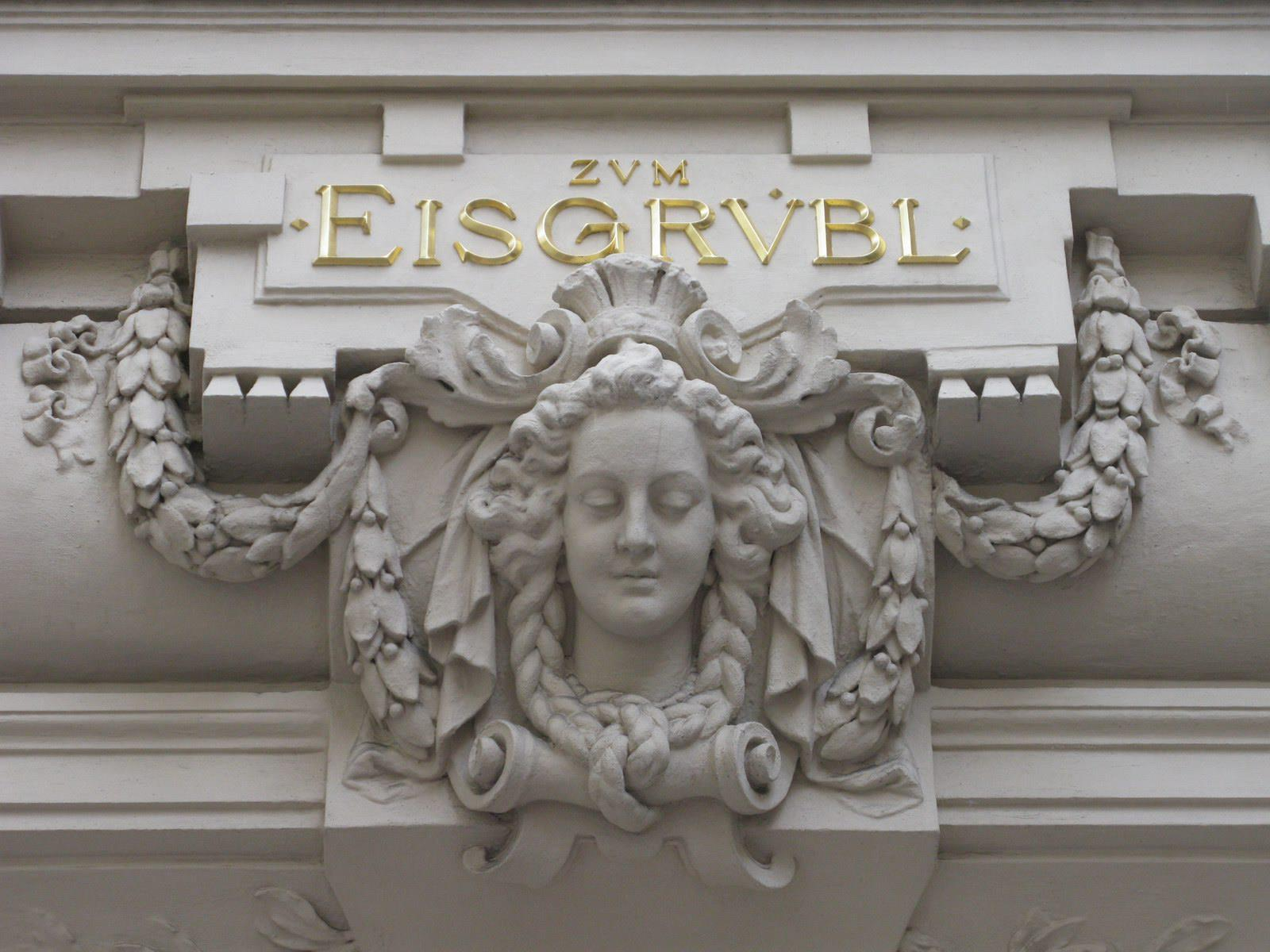
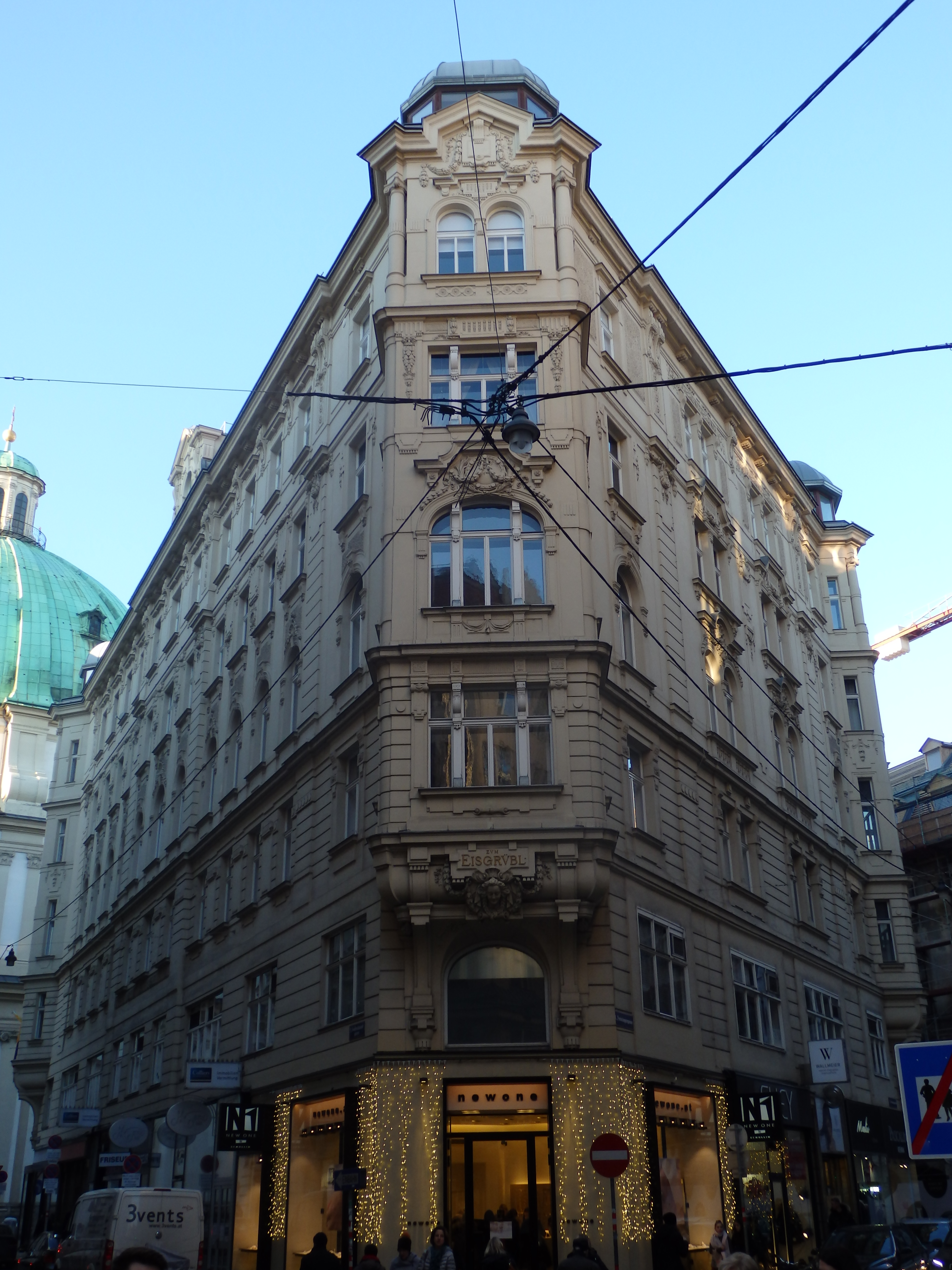
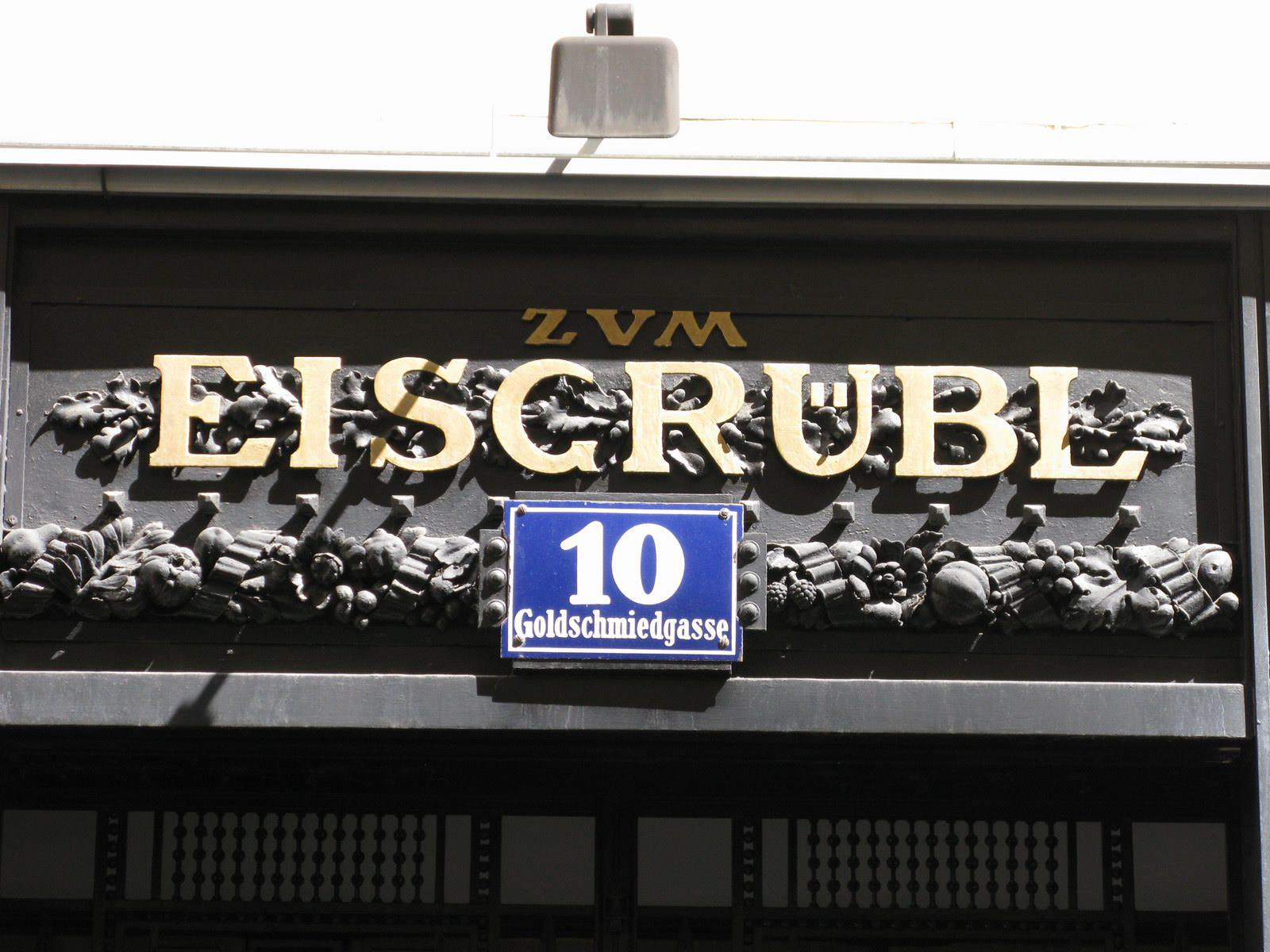
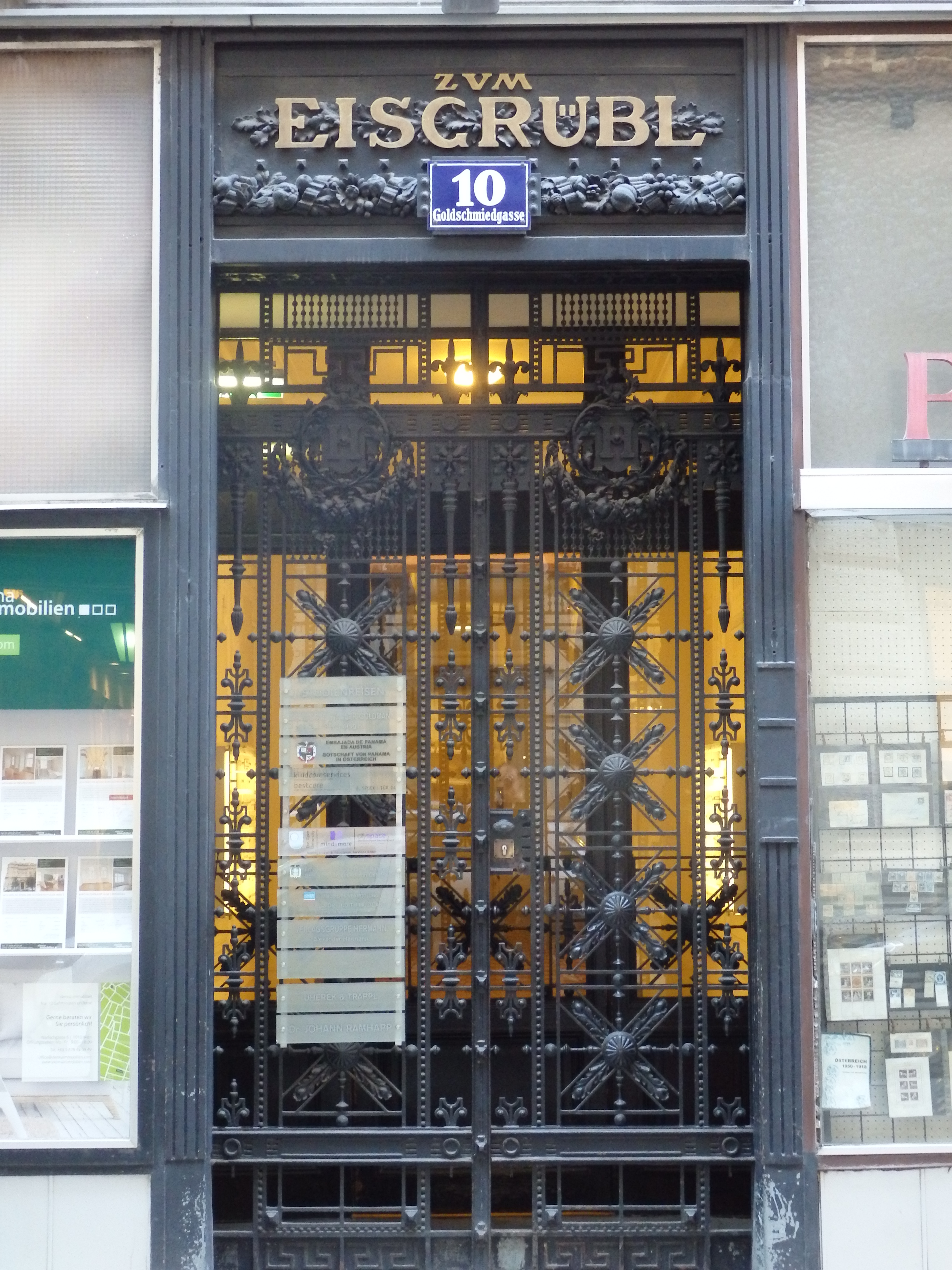
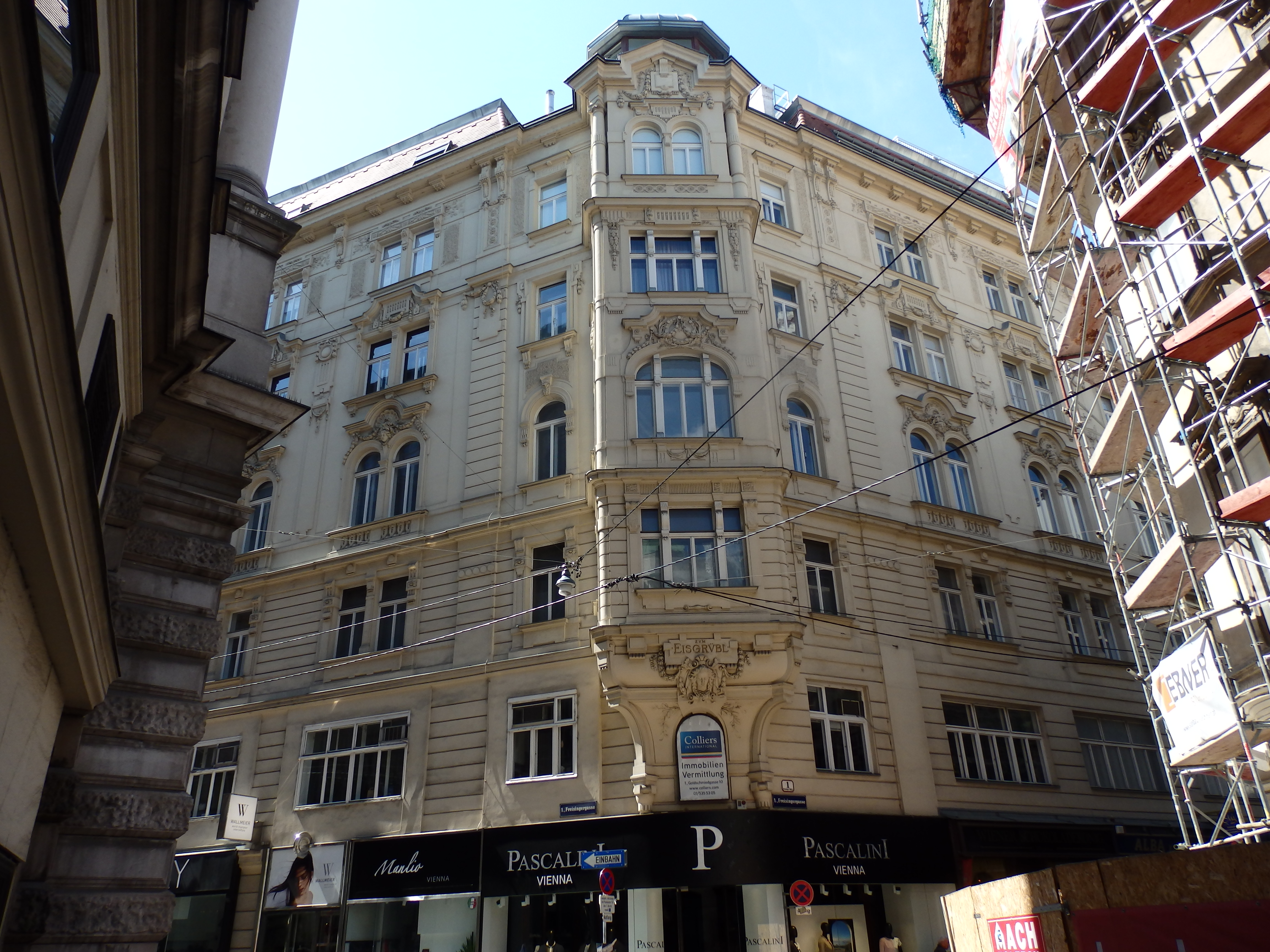
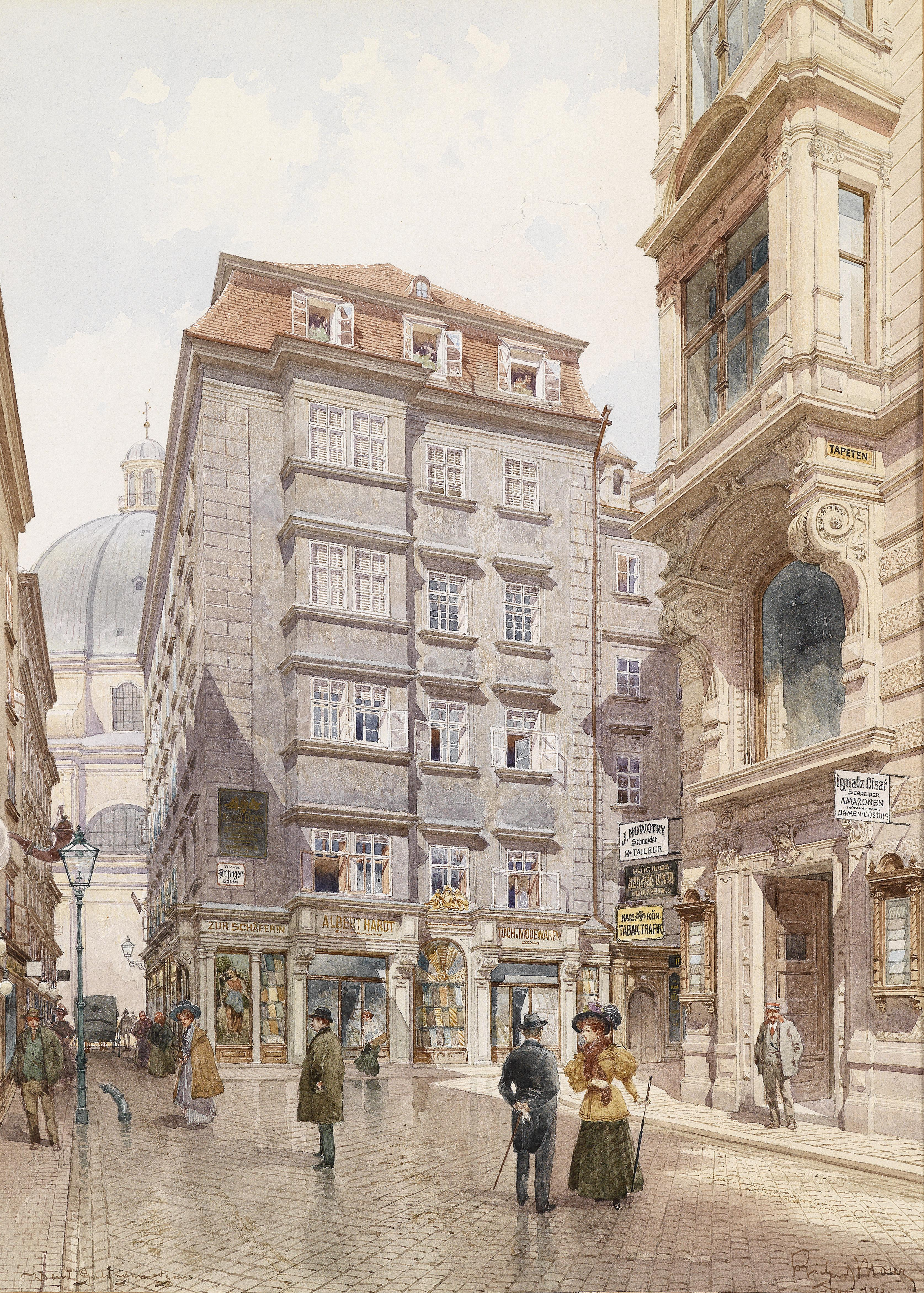